# Cara Reuthal
Cara Reuthal (* 26. März 2001 in Würzburg, Deutschland) ist eine deutsche Handballspielerin, die für den deutschen Erstligisten SV Union Halle-Neustadt aufläuft. Weiterhin gehört sie dem Kader der deutschen Beachhandball-Nationalmannschaft an.

## Karriere

### Hallenhandball
Reuthal begann das Handballspielen beim TV 1861 Marktsteft. Zusätzlich gehörte die Rückraumspielerin dem Kader der bayerischen Auswahl an. Noch als Jugendspielerin lief die Linkshänderin für die Damenmannschaft von TV Marktsteft in der Bezirksoberliga auf. Zusätzlich besaß Reuthal ein Doppelspielrecht für den Bayernligisten HC Erlangen.
Reuthal schloss sich im Sommer 2019 dem Bundesligaaufsteiger TSG Ketsch an. In ihrer ersten Saison, die wegen der COVID-19-Pandemie abgebrochen wurde, erhielt sie nur wenige Spielanteile, sodass sie lediglich drei Treffer erzielen konnte. Zusätzlich sammelte sie Spielpraxis bei der 2. Damenmannschaft in der 3. Liga. In der folgenden Spielzeit lief Reuthal weiterhin für die 2. Mannschaft auf, jedoch erhielt sie deutlich mehr Spielanteile in der Bundesligamannschaft, bei der sie sich zu einer der Haupttorschützinnen entwickelte. Im Sommer 2021 trat sie mit der TSG Ketsch den Gang in die Zweitklassigkeit an. Zur Saison 2022/23 wechselte sie zum Erstligisten SV Union Halle-Neustadt. 2024 stieg sie mit dem SV Union Halle-Neustadt in die 2. Bundesliga ab und kehrte ein Jahr später wieder in die Bundesliga zurück.

### Beachhandball
Reuthal nahm mit der deutschen Beachhandball-Juniorinnennationalmannschaft an der Junioren-Europameisterschaft 2018 in Montenegro teil, bei der Deutschland die Bronzemedaille gewann. Im selben Jahr nahm sie erstmals an einem Lehrgang der deutschen Beachhandball-Nationalmannschaft teil. Ebenfalls im Jahr 2018 gab Reuthal ihr Debüt für die deutschen Beachhandballmannschaft CAIPIranhas Erlangen und wurde gleich bei einem Turnier in den Niederlanden zum MVP gekürt. 2021 wurde sie bei den Deutschen Meisterschaften mit ihrer Mannschaft Vizemeisterin.